# Klippzonlav
Klippzonlav (Enterographa hutchinsiae) är en lavart som först beskrevs av Leight., och fick sitt nu gällande namn av A. Massal. Klippzonlav ingår i släktet Enterographa och familjen Roccellaceae.  Arten är reproducerande i Sverige. Inga underarter finns listade i Catalogue of Life.